# Teresva (řeka)
Teresva (ukrajinsky Тересва, maďarsky Tarac) je ukrajinská řeka v Zakarpatské oblasti v povodí Tisy.
Řeka pojmenovaná podle rakouské arcivévodkyně a uherské královny Marie Terezie vzniká severně od sídla Usť-Čorna v okrese Ťačovo v Poloninách soutokem Mokrjanky a Brusturjanky. Teče jižním směrem údolím Teresvy kolem města Dubove. Jihozápadně od obce Teresva ústí do Tisy.
Řeka je dlouhá 56 km a povodí má rozlohu 1225 km².

## Úzkorozchodná dráha
V minulosti byla po celé délce řeky vybudována úzkorozchodná dráha. Vycházela ze železniční stanice obce Teresva, podél řeky byla proti proudu vedena do obce Usť-Čorna, a přitom odbočovala do jednotlivých údolí malých přítoků na horním toku řeky Teresva. Dráha byla využívána pro přepravu dřeva z pasek do stanice Teresva pro další transport do dřevozpracujících podniků. Úzkorozchodný osobní vlak také pendloval. Dráha křižovala řeku na mostech v několika místech. Po ničivých povodních v roce 1999 bylo několik mostů silně poškozeno. Poté bylo rozhodnuto, že dráha nebude obnovena a kolejový svršek byl demontován.